# Rhipidoxylomyia brevicornis
Rhipidoxylomyia brevicornis är en tvåvingeart som beskrevs av Boris Mamaev 1964. Rhipidoxylomyia brevicornis ingår i släktet Rhipidoxylomyia och familjen gallmyggor. Arten är reproducerande i Sverige. Inga underarter finns listade i Catalogue of Life.